# Zeyzoun-Talsperre
Die Seisun- oder Zeyzoun-Talsperre (arabisch سد زيزون, DMG Sadd Zaizūn, auch Zezoun oder Zayzoun) an einem Nebenfluss des Orontes-Flusses nördlich von Hama (Hamah) im Gouvernement Hama in Syrien, etwa 350 km nördlich von Damaskus, brach am 4. Juni 2002. Die Zahl der Todesopfer durch die Flutwelle ist unklar; in den Berichten wird meist von 22, aber auch von 20, 27, 50 oder bis zu 100 gesprochen.

## Das Bauwerk
Bei dem Bauwerk, das 1996 bei dem Dorf Zeyzoun fertiggestellt wurde, handelt es sich um einen Staudamm, vermutlich aus Erdschüttmaterial, wie aus Satellitenbildern zu erkennen ist.
Das Bauwerk hatte eine Höhe von 32 m über der Gründungssohle. Die Speicherkapazität des Stausees betrug 71 Millionen m³. Wie 150 andere Talsperren in Syrien wurde diese Talsperre zur Bewässerung von Feldern genutzt.

## Die Katastrophe
Es wird von Niederschlägen in der Zeit vor dem Bruch berichtet. Die Talsperre soll laut Bevölkerungsmeinung übervoll gewesen sein. Gegen Mittag des 4. Juni (09:00 GMT) wurden Risse im Damm entdeckt. Die Bevölkerung war dadurch gewarnt und flussabwärts gelegene Dörfer konnten teilweise evakuiert werden. Hunderte Menschen konnten rechtzeitig flüchten und sich in höher gelegene Gebiete retten. Um 15:40 Uhr Ortszeit brach der Damm und verursachte eine Flutwelle. Einige Berichte sprechen von Rissen auch schon einige Tage zuvor und von schlechter Wartung der Anlage.
Bei dem Bruch sind viele Millionen Kubikmeter Wasser freigesetzt worden, die mehrere Dörfer bis zu vier Meter unter Wasser setzten. Das Rote Kreuz und der Rote Halbmond schätzten, dass 8000 Menschen obdachlos geworden seien. Fünf Dörfer sowie Felder und Viehherden auf insgesamt 60 Quadratkilometern wurden überflutet. Besonders betroffen waren die Dörfer Zeyzoun, Ziara und Qastoun (Kastoon). Die Zahl der Opfer ist auch deswegen nicht genau bekannt, weil viele Nomaden in dem Gebiet gewesen sind. Auch Gebiete in der Türkei (Provinz Hatay) wurden unter Wasser gesetzt.
Syrien hat nach der Katastrophe die Vereinten Nationen um Hilfe gebeten, worauf ein UNDAC-Team (United Nations Disaster Assessment and Coordination) unter Beteiligung des deutschen THW dorthin geschickt worden ist.
Es kam später zu Gerichtsprozessen gegen die Verantwortlichen.
Der Staudamm wurde wiederaufgebaut.